# NGC 1503
NGC 1503 is een balkspiraalstelsel in het sterrenbeeld Net. Het hemelobject werd op 2 november 1834 ontdekt door de Britse astronoom John Herschel.

## Synoniemen
- PGC 14137
- ESO 83-13
- IRAS03561-6611